# Phomopsis sophorae
Phomopsis sophorae är en svampart som först beskrevs av Pier Andrea Saccardo, och fick sitt nu gällande namn av Giovanni Battista Traverso 1906. Phomopsis sophorae ingår i släktet Phomopsis och familjen Diaporthaceae.   Inga underarter finns listade i Catalogue of Life.